# Alyxia baillonii
Alyxia baillonii là một loài thực vật có hoa trong họ La bố ma. Loài này được Guillaumin mô tả khoa học đầu tiên năm 1941.